# 丛花山矾
丛花山矾（学名：Symplocos poilanei）为山矾科山矾属下的一个种。